# Chip Ganassi Racing

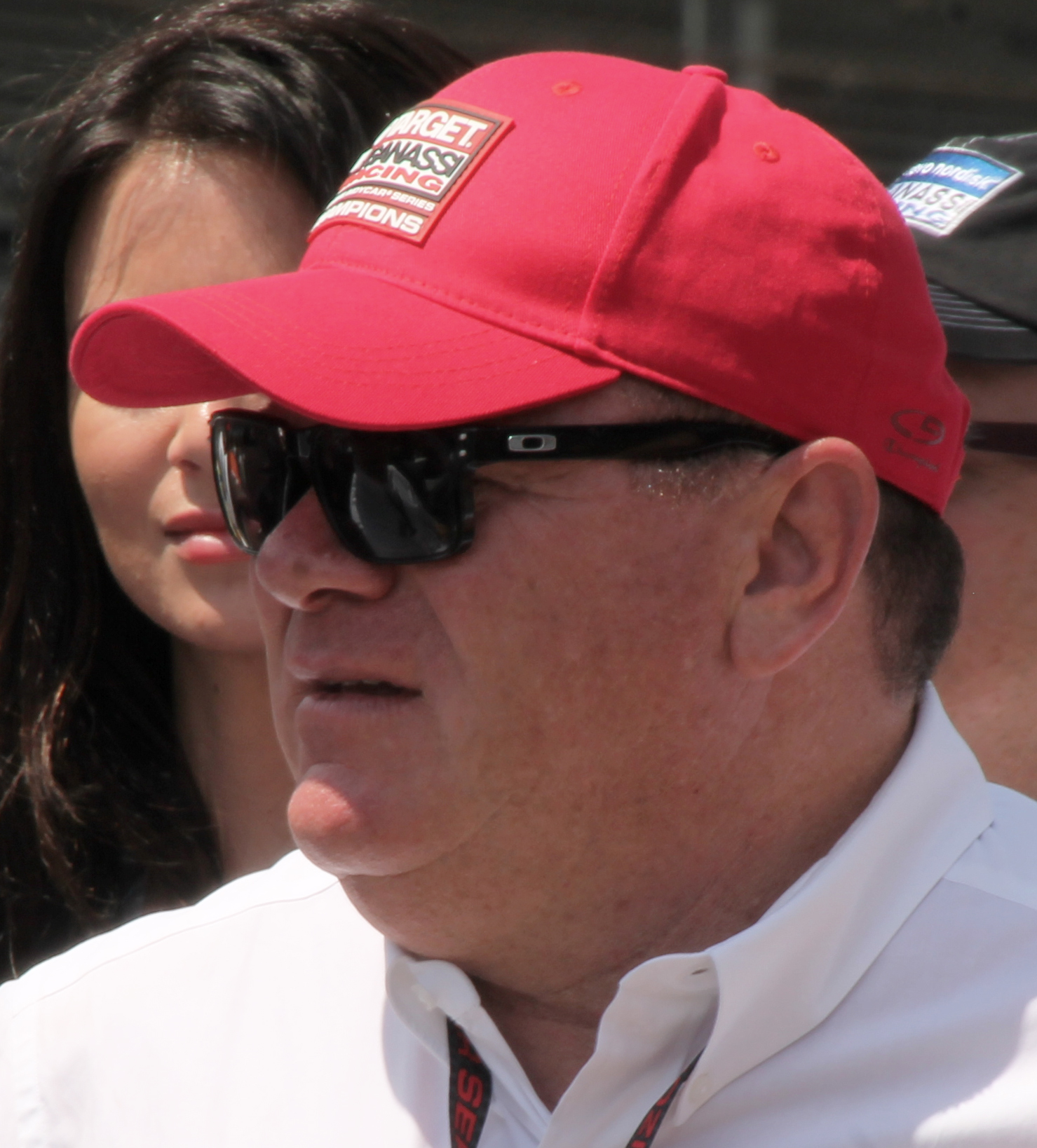
Chip Ganassi, 2015

Chip Ganassi Racing (CGR), tidigare Earnhardt Ganassi Racing, är ett team i IndyCar Series, IMSA Sportscar Championship och Extreme E. Stallet ägs av Chip Ganassi och Felix Sabates.

## CART/IndyCar
IndyCar-delen är stallets mest berömda del och mest kända. Det gjorde sin debut i Champ Car 1991 med Eddie Cheever som förare, och stallet vann sin första titel 1996 med Jimmy Vasser, vilket följdes upp med ytterligare tre titlar i rad; två av Alex Zanardi och en av Juan Pablo Montoya. Efter några ganska magra år flyttade stallet till IndyCar Series säsongen 2003, och Scott Dixon vann titeln åt Ganassi redan den första säsongen. 2008 körde Dixon kvar, och hade Dan Wheldon som stallkamrat. Wheldon byttes ut efter säsongen mot Dario Franchitti. 
Från säsongen 2020 kör svensken Marcus Ericsson för stallet. Hans första seger kom i Detroit den 12 juni 2021.

### CART
Ganassi var själv förare, och startade teamet efter att han hade slutat. Han hade även varit delägare i andra stall, men slog sig samman med Sabates och startade ett eget stall med Eddie Cheever som förare och Target som sponsor. Arie Luyendyk var sedan stallets ende förare under 1993. Luyendyk vann pole position för Indianapolis 500, och blev tvåa i racet bakom Emerson Fittipaldi. Säsongen därpå hade Ganassi Michael Andretti som försteförare, och han vann debutloppet i en regnstört Surfers Paradise. I mästerskapet gjorde Andretti ett stabilt jobb, men kunde inte matcha de tre bilarna från Marlboro Team Penske, men blev likafullt fyra totalt. Han valde dock att återvända till Newman/Haas Racing, efter att Nigel Mansell lämnat sin plats i teamet. Ersättare blev Jimmy Vasser, som inte hade rykte om sig som toppförare, och även om 1995 inte var att jämföra med Andrettis säsong, så åstadkom Vasser sin dittills bästa säsong i karriären.
Med Alex Zanardi som nytillskott i teamet började Ganassi 1996 ås säsong på ett strålande sätt, och Vasser tog en överlägsen ledning i mästerskapet med flera uppmärksammade segrar. Den andra halvan av säsongen var inte lika bra för Vasser, men han var tillräckligt stark för att kunna ta karriärens enda titel, med Zanardi på en sammanlagd tredjeplats. År 1997 var det Zanardis tur att vinna mästerskapet, efter att ha gjort en ännu mer övertygande insats än Vasser året innan.

## Nascar
Stallet startades 2001 har inte varit lika framgångsrikt i Nascar, mycket p.g.a. oerfarna StockCar-förare som Juan Pablo Montoya och Dario Franchitti. Stallet tävlade med Dodgebilar innan man gick ihop med Dale Earnhardt Inc och bildade Earnhardt Ganassi. I det nya stallets första race; Daytona 500 tog Martin Truex Jr. pole i 2009 års Daytona 500. Han lyckades dock inte vinna racet. År 2021 sålde Chip Ganassi Nascar-divisionen till Trackhouse Racing Team. Överlämnandet skedde direkt efter säsongen 2021.